# Songsan-dong, Goyang
Songsan-dong (koreanska: 송산동) är en stadsdel i staden Goyang i provinsen Gyeonggi i den nordvästra delen av Sydkorea, 27 km nordväst om huvudstaden Seoul. Den ligger i stadsdistriktet Ilsanseo-gu.